# Кичигин, Михаил Александрович
Михаил Александрович Кичигин (1883—1968) — русский, советский художник, график, сценограф, педагог. Член Союза художников СССР (1948).

## Биография
Родился 2 (14) мая 1883 года в деревне Пальниково Екатеринбургского уезда Пермской губернии.
Учился в Строгановском художественно-промышленном училище (1901—1908) и Московском училище живописи, ваяния и зодчества (1908—1915) у А. Е. Архипова, К. А. Коровина, С. В. Ноаковского. В 1910 году получил звание художника прикладного искусства за проект росписи церкви (руководитель Ф. О. Шехтель). С 1914 года участвовал в выставках общества «Московский салон». В 1917 году стал членом общества и в том же году вошёл в Профессиональный союз художников-живописцев Москвы.
В 1918 году поехал к родителям на Урал, где оказался отрезанным от Москвы фронтом Гражданской войны. Некоторое время преподавал в Екатеринбурге — в Алексеевском реальном училище и художественно-промышленной школе; в 1920 году преподавал в Читинском художественном училище. При содействии соученика по МУЖВЗ скульптора А. Н. Каменского перебрался в Харбин. Писал природу и памятники архитектуры Китая, исполнял зарисовки этнографического характера. Был одним из основателей и педагогом художественной студии «Лотос»; вел рисование в Железнодорожном коммерческом училище, Высшем начальном училище Харбина. Среди его учениц была Вера Емельяновна Кузнецова, которая стала его женой. Среди учеников Кичигина были также В. М. Арнаутов, Л. В. Вертинская (жена А. Н. Вертинского), В. Горовая-Лещенко, Т. П. Жаспар, Г. В. Третчиков, М. Я. Щировский.
В 1928 году семья Кичигиных переехала в Шанхай. Работал как портретист и пейзажист, участвовал в росписи православных храмов, создании памятника А. С. Пушкину, оформлении интерьеров, писал декорации для драматических и балетных спектаклей, оперетты. Вплоть до 1941 года преподавал живопись и рисунок в собственной студии. В 1945–1946 годах преподавал в изостудии при Клубе советских граждан в Шанхае.
Много путешествовал с женой по Китаю; также посетил Гонконг (1932), Японию (1924 и 1940) и Корею (1932, 1935, 1939, 1941). Провёл персональные выставки в Циндао (1929), Шанхае (1928, 1930, 1938, 1946), Кантоне (1932), Гонконге (1932), а также в Корее (1932, 1933). Участвовал в Выставках русских художников в Шанхае (1928, 1931, 1946) и в выставках шанхайского международного Арт-клуба, членом которого был с 1931 года.
В 1947 году семья Кичигиных вернулась в СССР. М. А. Кичигин начал преподавать в Нижнетагильском художественном училище. Затем в Ярославском художественное училище (1948—1963).
В 1948 году вступил в Союз художников СССР. Участвовал в областных и республиканских выставках (1949—1953), провёл персональные выставки в Ярославле (1954, 1963). В 1958—1960 годах в Москве, Петрозаводске и Курске проходила совместная с женой ретроспективная выставка «Китай–Корея».
Умер 15 ноября 1968 года в Ярославле. Похоронен на Чурилковском кладбище.
Основная часть его творческого наследия хранится в Ярославском художественном музее (80 живописных и графических работ). Его работы также находятся в Третьяковской галерее (графические работы и акварели), Государственном историческом музее, Екатеринбургском музее изобразительных искусств, Рыбинском историко-архитектурном и художественном музее-заповеднике.
В 2000 году на телеканале «Ярославия» был создан документальный фильм «Судьба художника», посвященный Кичигиным.